# Joel Armia
Joel Armia, född 31 maj 1993 i Björneborg, är en finländsk professionell ishockeyforward som spelar för Montreal Canadiens i NHL.
Han har tidigare spelat för Buffalo Sabres och Winnipeg Jets i NHL; Ässät i Liiga; Rochester Americans och Manitoba Moose i AHL samt Finlands herrjuniorlandslag i Mestis.

## Klubblagskarriär

### Liiga

#### Ässät
Armia debuterade under säsongen 2010-2011 i Ässäts förstakedja i Liiga. 

### NHL

#### Buffalo Sabres
Han valdes som nummer 16 i NHL-draften 2011 av Buffalo Sabres.

#### Winnipeg Jets
Den 11 februari 2015 skickade Sabres iväg Armia, Tyler Myers, Drew Stafford, Brendan Lemieux och ett första draftval till Winnipeg Jets i utbyte mot Evander Kane, Zach Bogosian och Jason Kasdorf.

#### Montreal Canadiens
Den 30 juni 2018 blev han tradad till Montreal Canadiens tillsammans med Steve Mason, ett draftval i sjunde rundan 2019 och ett draftval i fjärde rundan 2020, i utbyte mot Simon Bourque.

## Landslagskarriär
Armia representerade Finland i Juniorvärldsmästerskapet i ishockey 2011.

## Statistik
| 2010–2011    | Ässät                       | Liiga        | 48  | 18 | 11 | 29  | 24  | 5  | 2  | 0 | 2  | 4  |
|              | Finlands herrjuniorlandslag | Mestis       | 4   | 0  | 3  | 3   | 6   | —  | —  | — | —  | —  |
| 2011–2012    | Ässät                       | Liiga        | 54  | 18 | 20 | 38  | 64  | 3  | 0  | 2 | 2  | 0  |
| 2012–2013    | Ässät                       | Liiga        | 47  | 19 | 14 | 33  | 32  | 16 | 3  | 5 | 8  | 20 |
| 2013–2014    | Rochester Americans         | AHL          | 54  | 7  | 20 | 27  | 30  | 5  | 3  | 3 | 6  | 9  |
| 2014–2015    | Buffalo Sabres              | NHL          | 1   | 0  | 0  | 0   | 0   | —  | —  | — | —  | —  |
|              | Rochester Americans         | AHL          | 33  | 10 | 15 | 25  | 39  | —  | —  | — | —  | —  |
|              | St. John's Icecaps          | AHL          | 21  | 2  | 6  | 8   | 22  | —  | —  | — | —  | —  |
| 2015–2016    | Winnipeg Jets               | NHL          | 43  | 4  | 6  | 10  | 12  | —  | —  | — | —  | —  |
|              | Manitoba Moose              | AHL          | 18  | 3  | 5  | 8   | 16  | —  | —  | — | —  | —  |
| 2016–2017    | Winnipeg Jets               | NHL          | 57  | 10 | 9  | 19  | 20  | —  | —  | — | —  | —  |
| 2017–2018    | Winnipeg Jets               | NHL          | 79  | 12 | 17 | 29  | 22  | 13 | 2  | 0 | 2  | 2  |
| 2018–2019    | Montreal Canadiens          | NHL          | 57  | 13 | 10 | 23  | 14  | —  | —  | — | —  | —  |
| 2019–2020    | Montreal Canadiens          | NHL          | 58  | 16 | 14 | 30  | 28  | 10 | 3  | 2 | 5  | 10 |
| 2020–2021    | Montreal Canadiens          | NHL          | 41  | 7  | 7  | 14  | 10  | 21 | 5  | 3 | 8  | 10 |
| 2021–2022    | Montreal Canadiens          | NHL          | 60  | 6  | 8  | 14  | 14  | —  | —  | — | —  | —  |
| 2022–2023    | Montreal Canadiens          | NHL          | 43  | 7  | 7  | 14  | 22  | —  | —  | — | —  | —  |
| NHL totalt   | NHL totalt                  | NHL totalt   | 439 | 75 | 78 | 153 | 142 | 44 | 10 | 5 | 15 | 22 |
| Liiga totalt | Liiga totalt                | Liiga totalt | 149 | 55 | 45 | 100 | 120 | 24 | 5  | 7 | 12 | 24 |
| AHL totalt   | AHL totalt                  | AHL totalt   | 126 | 22 | 46 | 68  | 107 | 5  | 3  | 3 | 6  | 9  |

### Internationellt
| Källa: Uppdaterad: 2023-05-21 | Källa: Uppdaterad: 2023-05-21 | Källa: Uppdaterad: 2023-05-21 |         | Utv = Utvisningsminuter | Utv = Utvisningsminuter | Utv = Utvisningsminuter | Utv = Utvisningsminuter | Utv = Utvisningsminuter |
| År                            | Lag                           | Mästerskap                    | Matcher | Mål                     | Assists                 | Poäng                   | Utv                     |                         |
| ----------------------------- | ----------------------------- | ----------------------------- | ------- | ----------------------- | ----------------------- | ----------------------- | ----------------------- | ----------------------- |
| 2011                          | Finland                       | U18-VM                        | 6       | 4                       | 9                       | 13                      | 8                       |                         |
| 2011                          | Finland                       | JVM                           | 6       | 0                       | 1                       | 1                       | 2                       |                         |
| 2012                          | Finland                       | JVM                           | 7       | 5                       | 2                       | 7                       | 16                      |                         |
| 2013                          | Finland                       | JVM                           | 6       | 6                       | 6                       | 12                      | 12                      |                         |
| 2022                          | Finland                       | VM                            | 10      | 5                       | 3                       | 8                       | 8                       |                         |
| 2023                          | Finland                       | VM                            | 6       | 2                       | 1                       | 3                       | 4                       |                         |
| Junior totalt                 | Junior totalt                 | Junior totalt                 | 25      | 15                      | 18                      | 33                      | 38                      |                         |
| Senior totalt                 | Senior totalt                 | Senior totalt                 | 16      | 7                       | 4                       | 11                      | 12                      |                         |